# 香港室內遊樂場

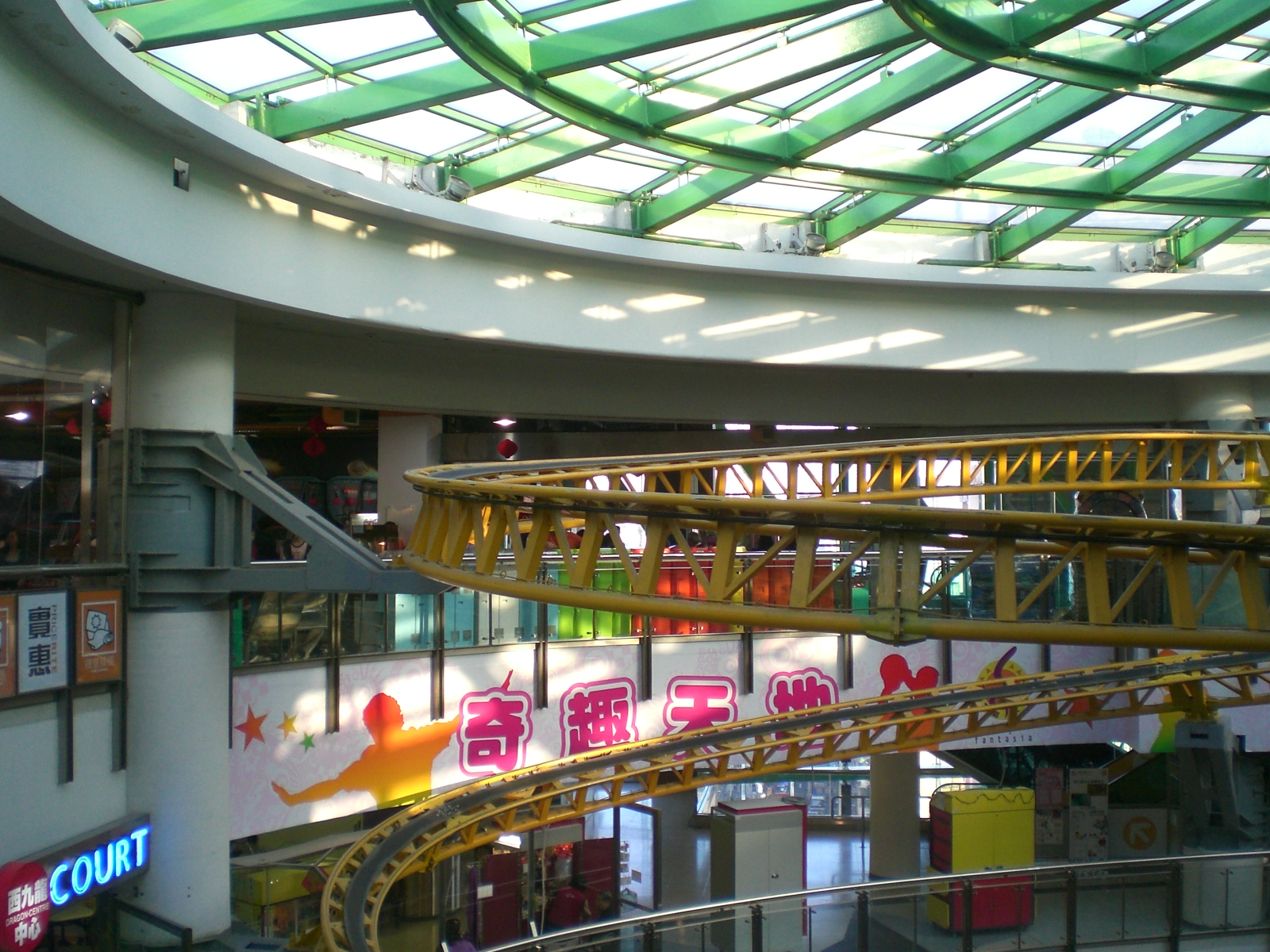
西九龍中心奇趣天地

香港室內遊樂場，主要指香港的室內小型遊樂場，較有規模是1980年代出現的出奇老鼠，直至1980年代末，出奇老鼠結業，另一間更有規模的歡樂天地，但1997年亞洲金融風暴期間宣告結業，(2019年年底九展重開)，1990年代出現的室內遊樂場更首次出現過山車和跳樓機，這些本應在室外遊樂場出現的機動遊戲較1980年代，以簡單的家庭式遊戲為主，入硬幣方式付費的更多樣化。進入2000年代，康樂及文化事務署亦開始在各區的室內運動場館増設兒童室內遊樂場。進入2010年代，香港的互聯網發展日新月異，削弱了室內游樂場的發展。最近，越來越多的新競爭者重新進入市場，使香港室內游樂場變得活躍起來。

## 較知名的香港室內遊樂場
- 美國冒險樂園 1994年6月9日開業，於上水名都
- 歡樂天地 九展 (2019年年底九展重開)
- 小熊國
- Play House MegaBox
- Play House 上水匯
- Kiddy Village
- KIDS CARNIVAL 荃灣
- Chipmunks花栗鼠寶堡 荃灣
- Bumble Tots 馬鞍山
- Funzone 西寶城
- Playtown 大角咀
- 智樂遊戲萬象館 大埔
- Play Academy 油塘 大本型
- Epic Land 愉景灣 愉景北廣場
- Ryze Ultimate Trampoline Park 鰂魚涌 柯達大廈

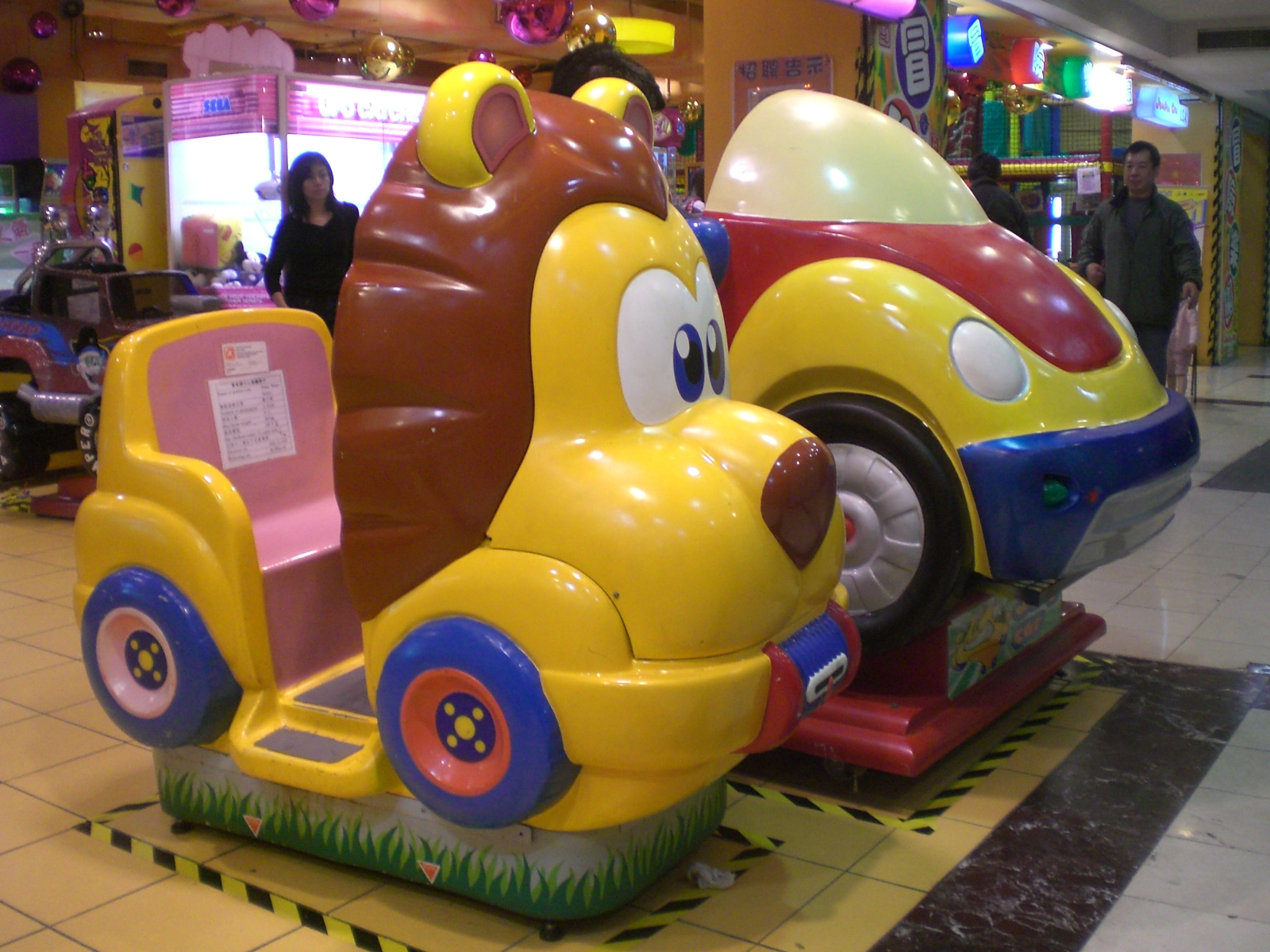
位於深水埗西九龍中心的美國冒險樂園
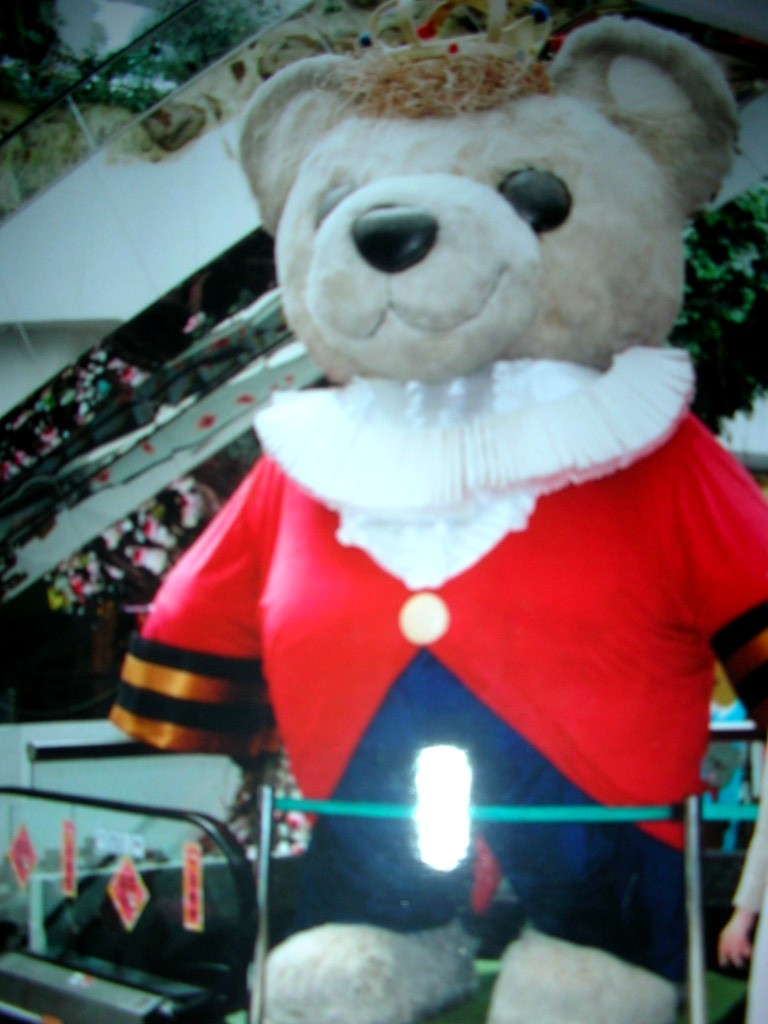
位於尖沙咀的小熊國
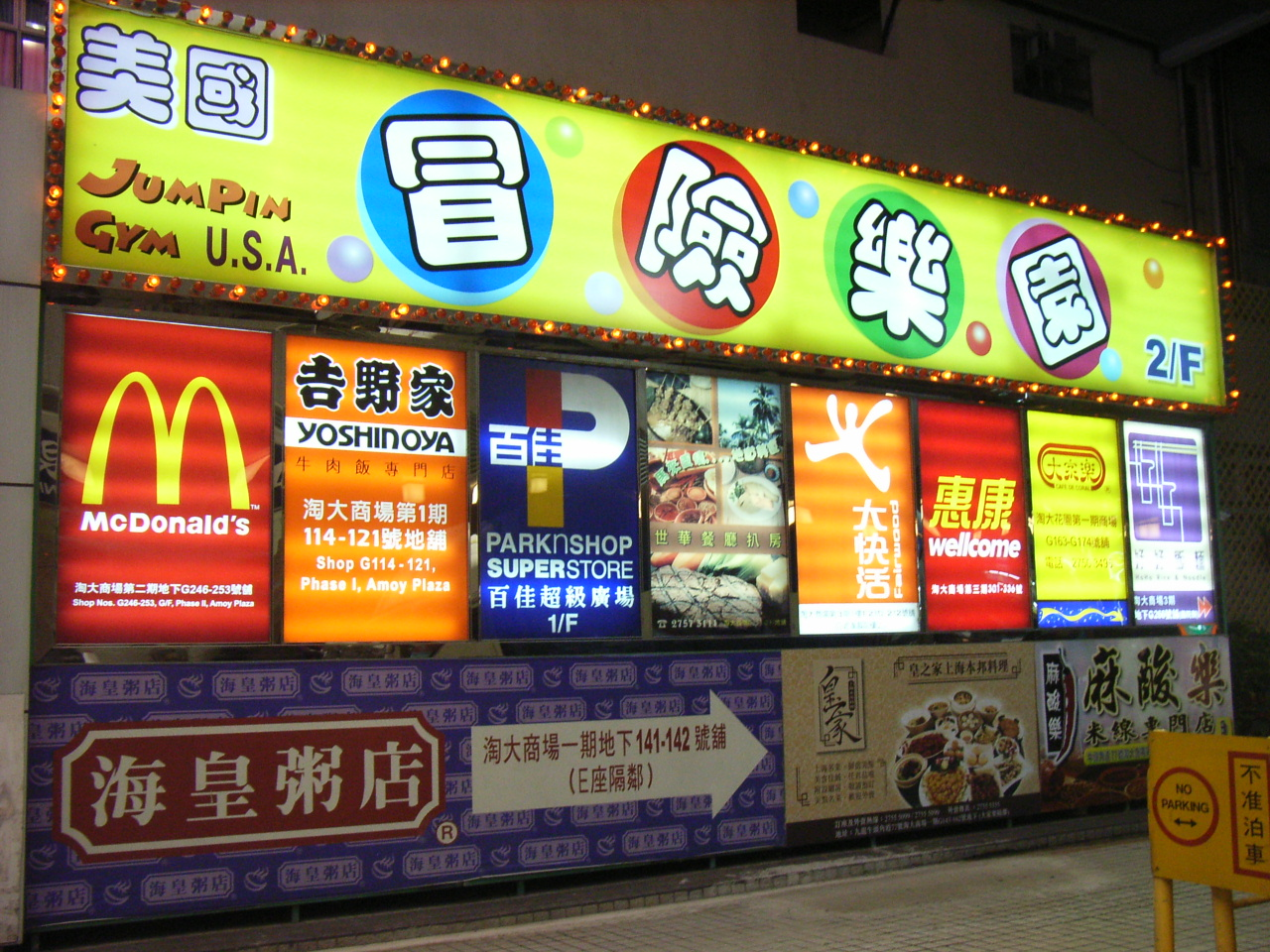
位於淘大商場內的美國冒險樂園
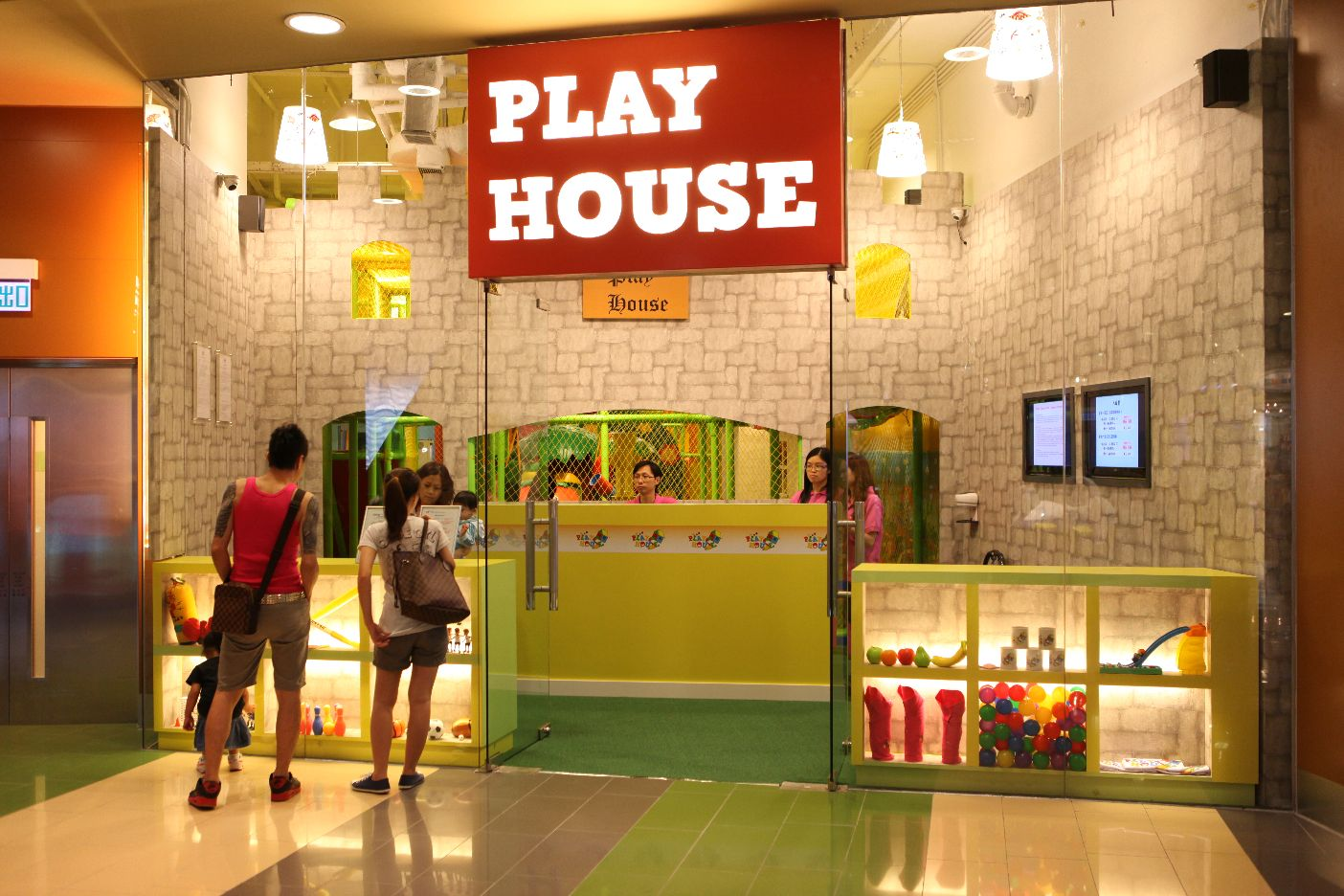
在MegaBoxPlay House室內遊樂場